# Associazione Sportiva Roma 1966-1967
Questa voce raccoglie le informazioni riguardanti l'Associazione Sportiva Roma nelle competizioni ufficiali della stagione 1966-1967.

## Stagione
Durante la stagione i giallorossi ottengono undici vittorie, altrettanti pareggi e dodici sconfitte in campionato, ottenendo solo un decimo posto finale. Nelle coppe non va meglio: in Coppa Italia viene subito eliminata dal Palermo, mentre in Coppa delle Alpi si piazza terza.

## Divise
La divisa primaria è costituita da maglia rossa con colletto a polo giallo, pantaloncini bianchi, calze rosse bordate di giallo; in trasferta viene usata una maglia bianca con colletto a polo e con una banda giallorossa obliqua, pantaloncini bianchi e calzettoni bianchi bordati di giallorosso. I portieri hanno tre maglie: una nera, una verde, una nera con colletto a polo giallorosso decorata con una V giallorossa; queste sono abbinate a calzoncini neri e calzettoni rossi bordati di giallo.
| Casa | Trasferta | 1ª portiere | 2ª portiere | 3ª portiere |

## Organigramma societario
Di seguito l'organigramma societario.
Area direttiva
- Commissario: Franco Evangelisti
- Segretario: Dario Pierangeli

Area tecnica
- Allenatore: Oronzo Pugliese

Area sanitaria
- Medici sociali: Gatello Di Martino
- Massaggiatori: Roberto Minaccioni

## Rosa
Di seguito la rosa.
| N. |                   | Ruolo | Calciatore              |
| -- | ----------------- | ----- | ----------------------- |
|    | Italia (bandiera) | P     | Alberto Ginulfi         |
|    | Italia (bandiera) | P     | Pier Luigi Pizzaballa   |
|    | Italia (bandiera) | D     | Giancarlo Carloni       |
|    | Italia (bandiera) | D     | Francesco Carpenetti    |
|    | Italia (bandiera) | D     | Giacomo Losi (capitano) |
|    | Italia (bandiera) | D     | Gennaro Olivieri        |
|    | Italia (bandiera) | D     | Aldo Sensibile          |
|    | Italia (bandiera) | D     | Paolo Sirena            |
|    | Italia (bandiera) | C     | Sergio Carpanesi        |
|    | Italia (bandiera) | C     | Giampiero Imperi        |
|    | Italia (bandiera) | C     | Luigi Ossola            |

| N. |                           | Ruolo | Calciatore         |
| -- | ------------------------- | ----- | ------------------ |
|    | Spagna (bandiera)         | C     | Joaquín Peiró      |
|    | Italia (bandiera)         | C     | Sergio Pellizzaro  |
|    | Italia (bandiera)         | C     | Gastone Rizzato    |
|    | Italia (bandiera)         | C     | Mario Russo        |
|    | Italia (bandiera)         | C     | Nevio Scala        |
|    | Germania Ovest (bandiera) | C     | Jürgen Schütz      |
|    | Italia (bandiera)         | C     | Angelo Spanio      |
|    | Italia (bandiera)         | C     | Giuseppe Tamborini |
|    | Italia (bandiera)         | A     | Paolo Barison      |
|    | Italia (bandiera)         | A     | Giordano Colausig  |
|    | Italia (bandiera)         | A     | Fabio Enzo         |

Giocatori prestati o comprati per disputare la Coppa delle Alpi
| N. |                   | Ruolo | Calciatore         |
| -- | ----------------- | ----- | ------------------ |
|    | Italia (bandiera) | D     | Francesco Cappelli |

| N. |                   | Ruolo | Calciatore        |
| -- | ----------------- | ----- | ----------------- |
|    | Italia (bandiera) | A     | Giancarlo Morelli |

## Calciomercato
Di seguito il calciomercato.
| Acquisti | Acquisti              | Acquisti     | Acquisti                                      |
| R.       | Nome                  | da           | Modalità                                      |
| -------- | --------------------- | ------------ | --------------------------------------------- |
| P        | Pier Luigi Pizzaballa | Atalanta     | definitivo (120 mln £ + prestito di Salvori)  |
| D        | Gennaro Olivieri      | SPAL         | definitivo (22 mln £ + Tomasin)               |
| D        | Paolo Sirena          | Inter        | definitivo (50 mln £)                         |
| C        | Luigi Ossola          | Varese       | definitivo (25 mln £)                         |
| C        | Joaquín Peiró         | Inter        | definitivo (125 mln £)                        |
| C        | Sergio Pellizzaro     | Mantova      | definitivo (105 mln £)                        |
| C        | Mario Russo           | Lecce        | definitivo                                    |
| C        | Gastone Rizzato       | Venezia      | definitivo (65 mln £ + Comproprietà Cappelli) |
| C        | Nevio Scala           | Milan        | prestito                                      |
| C        | Jürgen Schütz         | Torino       | fine prestito                                 |
| A        | Giordano Colausig     | L.R. Vicenza | definitivo (60 mln £ + Benaglia)              |
| A        | Fabio Enzo            | Tevere Roma  | definitivo                                    |

| Cessioni | Cessioni               | Cessioni     | Cessioni                                                     |
| R.       | Nome                   | a            | Modalità                                                     |
| -------- | ---------------------- | ------------ | ------------------------------------------------------------ |
| P        | Fabio Cudicini         | Brescia      | definitivo (40 mln £)                                        |
| P        | Enzo Matteucci         | Sampdoria    | definitivo                                                   |
| D        | Mario Ardizzon         | Bologna      | definitivo (120 mln £)                                       |
| D        | Francesco Cappelli     | Venezia      | comproprietà (50 mln £)                                      |
| D        | Glauco Tomasin         | SPAL         | definitivo                                                   |
| C        | Renato Benaglia        | L.R. Vicenza | definitivo                                                   |
| C        | Víctor Morales Benítez | Venezia      | definitivo (35 mln £)                                        |
| C        | Mauro Nardoni          | L.R. Vicenza | comproprietà (17,5 mln £ con riscatto definitivo a 60 mln £) |
| C        | Gastone Rizzato        | Sampdoria    | definitivo                                                   |
| A        | Elvio Salvori          | Atalanta     | definitivo                                                   |
| A        | Angelo Spanio          | Savona       | definitivo                                                   |
| A        | José Ricardo da Silva  | L.R. Vicenza | definitivo                                                   |
| A        | Fulvio Francesconi     | Sampdoria    | definitivo                                                   |
| A        | Lamberto Leonardi      | Varese       | definitivo                                                   |

## Risultati

### Serie A

#### Girone di andata
| Arbitro: | Bigi (Padova) |

|               |           |  |
| Tamborini 75’ | Marcatori |  |

| Arbitro: | Piantoni (Terni) |

|              |           |  |
| Catalano 45’ | Marcatori |  |

| Arbitro: | Monti (Ancona) |

|  |           |                     |
|  | Marcatori | 6’ Braca 78’ Sívori |

| Arbitro: | Bernardi (Bologna) |

|  |           |           |
|  | Marcatori | 65’ Scala |

| Roma 16 ottobre 1966, ore 15:00 5ª giornata | Roma          | 0 – 0 referto | Cagliari | Stadio Olimpico di Roma (21.645 spett.)\| Arbitro: \| Motta (Monza) \| |
| Arbitro:                                    | Motta (Monza) |               |          |                                                                        |

| Arbitro: | Gonella (Asti) |

|  |           |          |
|  | Marcatori | 15’ Enzo |

| Arbitro: | Lo Bello (Siracusa) |

|  |           |                   |
|  | Marcatori | 16’, 59’ Pascutti |

| Milano 12 novembre 1966, ore 14:30 8ª giornata | Inter          | 0 – 0 referto | Roma | Stadio San Siro (32.426 spett.)\| Arbitro: \| Gonella (Asti) \| |
| Arbitro:                                       | Gonella (Asti) |               |      |                                                                 |

| Arbitro: | Marchiori (Padova) |

|                           |           |             |
| Enzo 17’ Peiró 34’ (rig.) | Marcatori | 76’ Incerti |

| Arbitro: | Angonese (Mestre) |

|                       |           |  |
| Bercellino 90’ (aut.) | Marcatori |  |

| Arbitro: | Bernardis (Trieste) |

|                                   |           |                                                    |
| Hitchens 19’ Pelagalli 40’ (rig.) | Marcatori | 6’ Colausig 34’ Barison 43’ (aut.) Poppi 76’ Peiró |

| Arbitro: | Carminati (Milano) |

|                           |           |                      |
| Traspedini 5’ Gambino 47’ | Marcatori | 73’ Barison 80’ Losi |

| Arbitro: | Lo Bello (Siracusa) |

|                                      |           |  |
| Colausig 27’ Enzo 47’, 54’ Peiró 65’ | Marcatori |  |

| Arbitro: | Monti (Ancona) |

|  |           |            |
|  | Marcatori | 77’ Rivera |

| Arbitro: | De Marchi (Pordenone) |

|                   |           |  |
| Dell'Omodarme 19’ | Marcatori |  |

| Arbitro: | Marengo (Chiavari) |

|            |           |  |
| Sirena 69’ | Marcatori |  |

| Arbitro: | Bernardis (Trieste) |

|                         |           |                         |
| Brugnera 8’ Bertini 52’ | Marcatori | 43’ Carpenetti 74’ Enzo |

#### Girone di ritorno
| Arbitro: | Varazzani (Parma) |

|                               |           |                            |
| Troja 4’ Salvi 6’ D'Alessi 7’ | Marcatori | 22’ Barison 24’, 90’ Peiró |

| Arbitro: | Motta (Monza) |

|                  |           |               |
| Peiró 35’ (rig.) | Marcatori | 37’ Salvemini |

| Arbitro: | Francescon (Padova) |

|                          |           |  |
| Altafini 21’, 86’ (rig.) | Marcatori |  |

| Arbitro: | Varazzani (Parma) |

|          |           |          |
| Enzo 39’ | Marcatori | 48’ Gori |

| Arbitro: | Marengo (Chiavari) |

|               |           |            |
| Riva 72’, 87’ | Marcatori | 8’ Barison |

| Roma 5 marzo 1967, ore 15:00 23ª giornata | Roma                | 0 – 0 referto | Lazio | Stadio Olimpico di Roma (52.474 spett.)\| Arbitro: \| Lo Bello (Siracusa) \| |
| Arbitro:                                  | Lo Bello (Siracusa) |               |       |                                                                              |

| Arbitro: | Gonella (Asti) |

|                 |           |  |
| Perani 75’, 84’ | Marcatori |  |

| Roma 19 marzo 1967, ore 15:00 25ª giornata | Roma                | 0 – 0 referto | Inter | Stadio Olimpico di Roma (59.474 spett.)\| Arbitro: \| Lo Bello (Siracusa) \| |
| Arbitro:                                   | Lo Bello (Siracusa) |               |       |                                                                              |

| Arbitro: | Bigi (Padova) |

|                           |           |                          |
| Clerici 21’ Azzimonti 48’ | Marcatori | 25’ Pellizzaro 40’ Peiró |

| Arbitro: | Di Tonno (Lecce) |

|                          |           |  |
| Menichelli 8’ Zigoni 43’ | Marcatori |  |

| Arbitro: | Marengo (Chiavari) |

|                                 |           |                     |
| Schutz 58’ Peiró 66’ Sirena 89’ | Marcatori | 5’ Danova 15’ Poppi |

| Roma 23 aprile 1967, ore 15:30 29ª giornata | Roma             | 0 – 0 referto | Foggia & Incedit | Stadio Olimpico di Roma (25.274 spett.)\| Arbitro: \| Gussoni (Varese) \| |
| Arbitro:                                    | Gussoni (Varese) |               |                  |                                                                           |

| Arbitro: | Angonese (Mestre) |

|                                    |           |             |
| Moschino 10’ Combin 15’ Meroni 54’ | Marcatori | 41’ Barison |

| Arbitro: | Toselli (Cormons) |

|                                 |           |           |
| Mora 11’ Rivera 14’ Lodetti 53’ | Marcatori | 63’ Peiró |

| Arbitro: | De Marchi (Pordenone) |

|           |           |  |
| Sirena 9’ | Marcatori |  |

| Arbitro: | Orlando (Bergamo) |

|             |           |                  |
| Beretta 51’ | Marcatori | 55’, 68’ Barison |

| Arbitro: | Vacchini (Milano) |

|  |           |             |
|  | Marcatori | 33’ Bertini |

### Coppa Italia
| Arbitro: | De Robbio (Torre Annunziata) |

|                  |           |                           |
| Tinazzi 24’, 28’ | Marcatori | 72’ Barison 75’ Tamborini |

### Coppa delle Alpi
| Arbitro: | Kreitlein |

|                                                    |           |                           |
| Carpenetti 11’ (aut.) Küppers 62’, 82’ Kohlars 88’ | Marcatori | 4’ Russo 31’, 65’ Barison |

| Arbitro: | Dienst |

|            |           |                            |
| Künzli 29’ | Marcatori | 25’ Barison 27’ Pellizzaro |

| Arbitro: | Clematide |

|  |           |                 |
|  | Marcatori | 7’, 76’ Barison |

| Arbitro: | Scheurer |

|                  |           |                                |
| Schindelholz 32’ | Marcatori | 2’, 30’ Barison 38’ Pellizzaro |

| Arbitro: | Spillner |

|                                          |           |                        |
| Schämer 4’, 40’ Huberts 7’ Grabowski 73’ | Marcatori | 25’ Schutz 30’ Morelli |

## Statistiche

### Statistiche di squadra
Di seguito le statistiche di squadra.
| Competizione     | Punti | In casa | In casa | In casa | In casa | In casa | In casa | In trasferta | In trasferta | In trasferta | In trasferta | In trasferta | In trasferta | Totale | Totale | Totale | Totale | Totale | Totale | DR |
| Competizione     | Punti | G       | V       | N       | P       | Gf      | Gs      | G            | V            | N            | P            | Gf           | Gs           | G      | V      | N      | P      | Gf     | Gs     | DR |
| ---------------- | ----- | ------- | ------- | ------- | ------- | ------- | ------- | ------------ | ------------ | ------------ | ------------ | ------------ | ------------ | ------ | ------ | ------ | ------ | ------ | ------ | -- |
| Serie A          | 33    | 17      | 7       | 6       | 4       | 15      | 11      | 17           | 4            | 5            | 8            | 20           | 28           | 34     | 11     | 11     | 12     | 35     | 39     | -4 |
| Coppa Italia     |       | 0       | 0       | 0       | 0       | 0       | 0       | 1            | 0            | 1            | 0            | 2            | 2            | 1      | 0      | 1      | 0      | 2      | 2      | 0  |
| Coppa delle Alpi |       | 0       | 0       | 0       | 0       | 0       | 0       | 5            | 3            | 0            | 2            | 12           | 10           | 5      | 3      | 0      | 2      | 12     | 10     | +2 |
| Totale           | -     | 17      | 7       | 6       | 4       | 15      | 11      | 23           | 7            | 6            | 10           | 34           | 40           | 40     | 14     | 12     | 14     | 49     | 51     | -2 |

### Andamento in campionato
| Giornata  | 1 | 2  | 3  | 4 | 5 | 6 | 7 | 8 | 9 | 10 | 11 | 12 | 13 | 14 | 15 | 16 | 17 | 18 | 19 | 20 | 21 | 22 | 23 | 24 | 25 | 26 | 27 | 28 | 29 | 30 | 31 | 32 | 33 | 34 |
| --------- | - | -- | -- | - | - | - | - | - | - | -- | -- | -- | -- | -- | -- | -- | -- | -- | -- | -- | -- | -- | -- | -- | -- | -- | -- | -- | -- | -- | -- | -- | -- | -- |
| Luogo     | C | T  | C  | T | C | T | C | T | C | C  | T  | T  | C  | C  | T  | C  | T  | T  | C  | T  | C  | T  | C  | T  | C  | T  | T  | C  | C  | T  | T  | C  | T  | C  |
| Risultato | V | P  | P  | V | N | V | P | N | V | V  | V  | N  | V  | P  | P  | V  | N  | N  | N  | P  | N  | P  | N  | P  | N  | N  | P  | V  | N  | P  | P  | V  | V  | P  |
| Posizione | 1 | 10 | 11 | 8 | 7 | 5 | 9 | 9 | 7 | 7  | 5  | 7  | 5  | 6  | 6  | 6  | 6  | 6  | 7  | 7  | 7  | 8  | 8  | 9  | 10 | 10 | 10 | 9  | 9  | 9  | 10 | 9  | 9  | 10 |

Legenda:

Luogo: C = Casa; T = Trasferta. Risultato: V = Vittoria; N = Pareggio; P = Sconfitta.

### Statistiche dei giocatori
Desunte dai tabellini del Corriere dello Sport, de La Stampa e de L'Unità.
| Giocatore       | Serie A  | Serie A | Coppa Italia | Coppa Italia | Coppa delle Alpi | Coppa delle Alpi | Totale   | Totale |
| Giocatore       | Presenze | Reti    | Presenze     | Reti         | Presenze         | Reti             | Presenze | Reti   |
| --------------- | -------- | ------- | ------------ | ------------ | ---------------- | ---------------- | -------- | ------ |
| P. Barison      | 30       | 7       | 1            | 1            | 4                | 7                | 35       | 15     |
| G. Carloni      | 1        | 0       | 0            | 0            | 0                | 0                | 1        | 0      |
| S. Carpanesi    | 13       | 0       | 1            | 0            | 5                | 0                | 19       | 0      |
| F. Carpenetti   | 29       | 1       | 1            | 0            | 5                | 0                | 35       | 1      |
| G. Colausig     | 28       | 2       | 1            | 0            | 5                | 0                | 34       | 2      |
| F. Enzo         | 23       | 6       | 0            | 0            | 0                | 0                | 23       | 6      |
| A. Ginulfi      | 4        | -5      | 0            | 0            | 0                | 0                | 4        | -5     |
| G Imperi        | 0        | 0       | 0            | 0            | 3                | 0                | 3        | 0      |
| G. Losi         | 30       | 1       | 1            | 0            | 1                | 0                | 32       | 1      |
| G. Olivieri     | 17       | 0       | 1            | 0            | 4                | 0                | 22       | 0      |
| J. Peiró        | 32       | 9       | 1            | 0            | 0                | 0                | 33       | 9      |
| S. Pellizzaro   | 12       | 1       | 1            | 0            | 4                | 2                | 17       | 3      |
| P.L. Pizzaballa | 31       | -0      | 1            | -2           | 5                | -10              | 37       | -12    |
| L. Ossola       | 9        | 0       | 0            | 0            | 5                | 0                | 14       | 0      |
| G. Rizzato      | 0        | 0       | 0            | 0            | 0                | 0                | 0        | 0      |
| M. Russo        | 0        | 0       | 0            | 0            | 5                | 1                | 5        | 1      |
| A. Sensibile    | 26       | 0       | 0            | 0            | 0                | 0                | 26       | 0      |
| N. Scala        | 28       | 1       | 0            | 0            | 0                | 0                | 28       | 1      |
| J. Schutz       | 6        | 1       | 0            | 0            | 1                | 1                | 7        | 2      |
| P. Sirena       | 22       | 3       | 0            | 0            | 0                | 0                | 22       | 3      |
| A. Spanio       | 2        | 0       | 1            | 0            | 0                | 0                | 3        | 0      |
| G. Tamborini    | 32       | 1       | 1            | 1            | 5                | 0                | 38       | 2      |
| F. Cappelli     | -        | -       | -            | -            | 4                | 0                | 4        | 0      |
| G. Morelli      | -        | -       | -            | -            | 1                | 1                | 1        | 1      |

## Giovanili

### Piazzamenti
- Primavera: 
  - Campionato Primavera:
  - Torneo di Viareggio: 3º posto

### Videografia
- Manuela Romano (a cura di), La storia della A.S. Roma (10 DVD-Video), Corriere dello Sport, Rai Trade, 2006.